# Roger Fieuw
Roger Fieuw (Roeselare, 23 mei 1922 – Roeselare, 20 februari 1960) was een Belgisch schrijver en kunstcriticus.

## Biografie
Roger Max Oscar Fieuw, een geboren Roeselarenaar, volgde les aan het Klein Seminarie en tijdens de Tweede Wereldoorlog aan de universiteit van Leuven. Hij werd er licentiaat in de Germaanse filologie en vervolgens het doctoraat in de rechten en het licentiaat in het notariaat. Hij was actief in tal van studentenverenigingen en -tijschrijften zoals Met Tijd en Vlijt en Ons Leven. Hij was ook een jaar lang praeses van het Katholiek Vlaams Hoogstudentverbond (KVHV).
Vanaf 1947 was Fieuw verbonden aan de balie van Kortrijk. Hij werd politiek actief en werd in 1948 voltijds secretaris van de CVP in het arrondissement Roeselare-Tielt. In 1951 maakte hij de overstap naar de studiedienst van een lokaal gas- en elektriciteitsbedrijf.
Fieuw was een voorstander van de hedendaagse kunst in al haar disciplines. Hij stelde zich voortdurend op de hoogte van de nieuwste kunstuitingen in binnen- en buitenland. Hij zette zich in om de lokale Koninklijke Roeselaarse Kunstkring, een van de oudste van het land, de stap naar de hedendaagse kunst te doen zetten. Niet alleen de beeldende kunst interesseerde hem, ook de literatuur.
Hij schreef enkele werken, waarvan De Japanse Vissers het bekendste is. Op lokaal niveau was zijn toneelstuk Albrecht Rodenbach. De dichter en de Dood uit 1956 van belang, alsook zijn columnreeks Snapshots. Hierin maakte hij journalistieke portretten van notabelen uit de Roeselaarse samenleving. Fieuw werd een gewaardeerd kunstkenner.
Hij overleed heel vroeg. In 1972 werd zijn vijftigste geboortedag herdacht met een herdenking en de onthulling van een gedenkplaat aan zijn geboortehuis.

## Prijs
- 1949 - Laureaat Novellenprijskamp van het tijdschrift Nieuwe stemmen voor de novelle De kristallen schaal: Iraanse legende over het geluk van de mensen.

## Werken
- 1943 - De kristallen schaal
- 1952 - De Ridders van de Koude Maan
- 1956 - Albrecht Rodenbach. De Dichter en de Dood
- 1959 - De Japanse Vissers
- 1960 - Snapshots: journalistieke portretten (postuum)

## Bron
- Fernand BONNEURE, Roger Fieuw, aan tijd en beperkingen ontheven, VWS-cahiers nr. 43, 1973.
- Fernand BONNEURE, Roger Fieuw, in: Lexicon van West-Vlaamse schrijvers, Deel I, Torhout, 1984.
- Peter ASPESLAGH, Roeselaarse Auteurs. Roger Fieuw, Roeselare, 2002

- Digitale Bibliotheek voor de Nederlandse Letteren: fieu001
- International Standard Name Identifier: 0000 0000 5787 6725
- Library of Congress Control Number: no2004110689
- Nederlandse Thesaurus van Auteursnamen: 072163615
- Virtual International Authority File: 74318226
- WorldCat: E39PBJdrGqQXh8hH4whWxH8Bfq